# Deuterotinea palaestinensis
Deuterotinea palaestinensis är en fjärilsart som beskrevs av Hans Rebel 1901. Deuterotinea palaestinensis ingår i släktet Deuterotinea och familjen Eriocottidae. Inga underarter finns listade i Catalogue of Life.